# Нерпинский Кордон
Нерпинский Кордон — деревня в Тарском районе Омской области России. Входит в состав Самсоновского сельского поселения.

## История
Основана в 1913 г. В 1928 г. кордон Нерпина состоял из 1 хозяйства, основное население — русские. В составе Петропаловского сельсовета Екатерининского района Тарского округа Сибирского края.

## Население
| 1926 | 2002 | 2010 |
| ---- | ---- | ---- |
| 5    | ↗41  | ↘35  |